# دهستان دژگان
دهستان دژگان، یکی از دهستان‌های بخش مهران شهرستان بندر لنگه در استان هرمزگان ایران است. مرکز این دهستان، روستای دژگان است.

## جمعیت
بر پایه سرشماری عمومی نفوس و مسکن در سال ۱۳۹۵، جمعیت دهستان دژگان برابر با ۷٬۲۷۲ نفر بوده‌است.